# Castelluccio Valmaggiore
Castelluccio Valmaggiore é uma comuna italiana da região da Puglia, província de Foggia, com cerca de 1.469 habitantes. Estende-se por uma área de 26 km², tendo uma densidade populacional de 57 hab/km². Faz fronteira com Biccari, Celle di San Vito, Troia.

## Demografia
| Variação demográfica do município entre 1861 e 2011                               |
|                                                                                   |
| Fonte: Istituto Nazionale di Statistica (ISTAT) - Elaboração gráfica da Wikipedia |